# Dòng tên lửa đẩy Atlas
Atlas là một dòng tên lửa đẩy của Mỹ phát triển dựa trên tên lửa đạn đạo liên lục địa SM-65 Atlas. Chương trình tên lửa đạn đạo liên lục địa Atlas ban đầu được phát triển bởi Convair, một bộ phận của General Dynamics từ cuối những năm 1950. Tên lửa Atlas là một loại tên lửa nhiên liệu lỏng sử dụng nhiên liệu RP-1, và Oxy lỏng làm chất ô xy hóa với 3 động cơ theo cấu hình thiết kế khá bất thường: "một tầng đẩy rưỡi" hay "tầng đẩy song song": hai tầng đẩy phụ bên ngoài cung cấp lực đẩy lúc cất cánh, trong khi động cơ trung tâm cung cấp lực đẩy duy trì trong suốt cả chuyến bay, các thùng chứa nhiên liệu cùng với các cấu trúc khác vẫn kết nối với nhau sau khi động cơ ngừng hoạt động.
Tên Atlas ban đầu được đề xuất bởi Karel Bossart và nhóm thiết kế của ông làm việc tại Convair trong dự án MX-1593. Mang tên của một người khổng lồ hùng mạnh trong thần thoại Hy Lạp, ngụ ý của nhóm thiết kế  phản ánh vị trí của tên lửa là lớn nhất và mạnh nhất vào thời điểm đó. Atlas cũng là tên công ty mẹ của Convair: Tập đoàn Atlas..
Tên lửa chỉ đóng vai trò là ICBM trong một khoảng thời gian ngắn, lữ đoàn tên lửa Atlas cuối cùng bị loại biên vào năm 1965. Tuy nhiên, từ năm 1962 đến năm 1963, Atlas LV-3B đã lần đầu tiên đưa 4 nhà du hành vũ trụ người Mỹ lên quỹ đạo Trái đất (trong các chuyến bay bằng tên lửa đẩy Redstone trước đó, phi hành gia Alan Shepard và Gus Grissom chỉ mới thực hiện chuyến bay dưới quỹ đạo trong sứ mệnh Freedom 7 và Liberty Bell 7). Tên lửa Atlas-Agena và Atlas-Centaur cũng là một phiên bản của tên lửa Atlas. Atlas-Centaur được phát triển tiếp để trở thành Atlas II, một loạt các cấu hình tên lửa, mà đã thực hiện 63 lần phóng, từ năm 1991 đến năm 2004. Tên lửa Atlas III trong khi đó chỉ thực hiện 6 lần phóng từ năm 2000 đến 2005. Tên lửa Atlas V hiện nay vẫn còn đang hoạt động.
Hơn 300 lần phóng tên lửa Atlas được trực hiện từ Trung tâm phóng tên lửa Mũi Canaveral, Florida và 285 lần phóng tên lửa được thực hiện từ căn cứ không quân Vandenberg, California.

## Phương tiện phóng tàu vũ trụ dựa trên tên lửa ICBM Atlas nguyên bản
Tên lửa Atlas được sử dụng làm phương tiện phóng tàu vũ trụ, với tầng tên lửa mang tải trọng Agena và Centaur để phóng tàu thăm dò Mariner nhằm thám hiểm sao Thủy, sao Kim, và sao Hỏa (1962–1973); và thực hiện 10 lần phóng tên lửa phục vụ chương trình Mercury (1962–1963).

### SM-65 Atlas
Tên lửa ICBM SM-65 Atlas lần đầu phóng thử thành công vào ngày 17/12/1957. Đã có khoảng 350 tên lửa Atlas được chế tạo.

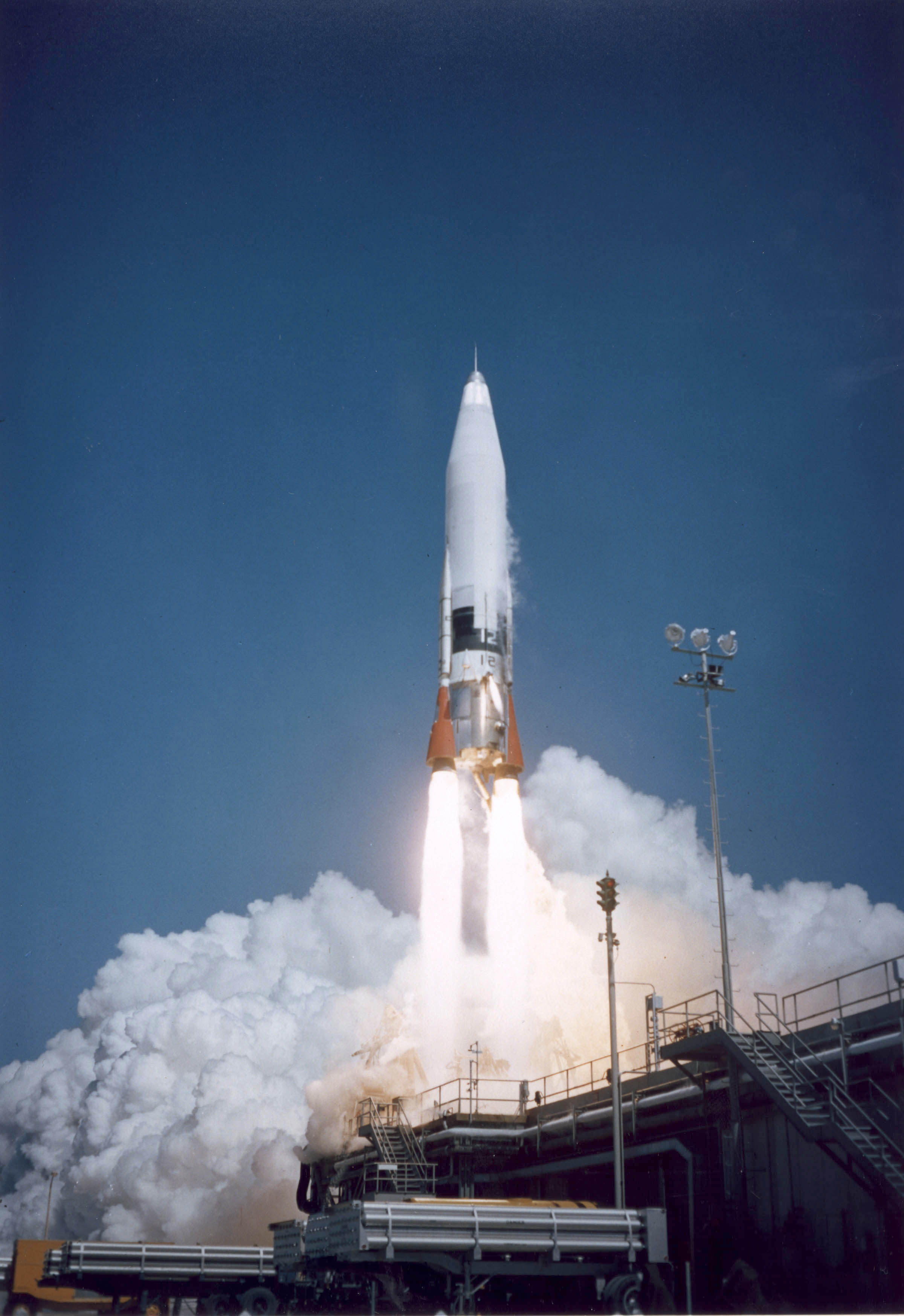
SM-65A Atlas, 1958

Khi không chứa nhiên liệu, tên lửa Atlas sẽ sụp đổ vì chính trọng lượng của nó nếu không đảm bảo đủ áp suất khí nitơ trong thùng chứa nhiên liệu bay hơi do tên lửa được chế tạo từ thép không gỉ rất mỏng. Nhờ có áp suất cao trong bể chứa nhiên liệu, tên lửa có đủ độ cứng vững cần thiết để bay vào vũ trụ. Để giảm trọng lượng, thân tên lửa không được sơn và được phun một lớp dầu WD-40 được thiết kế đặc biệt để chống gỉ.
Tên lửa SM-65 Atlas được sử dụng như tầng đầu tiên của tên lửa đẩy tàu vũ trụ trong nửa thế kỷ. Nhiều tên lửa sau khi bị quân đội loại khỏi trang bị đã được chuyển đổi thành tên lửa đẩy phóng vệ tinh. Tên lửa được chuyển đổi thành tên lửa đẩy Atlas E/F đã được sử dụng để phóng các Block 1 của hệ thống định vị toàn cầu GPS.

### SM-65B Atlas SCORE

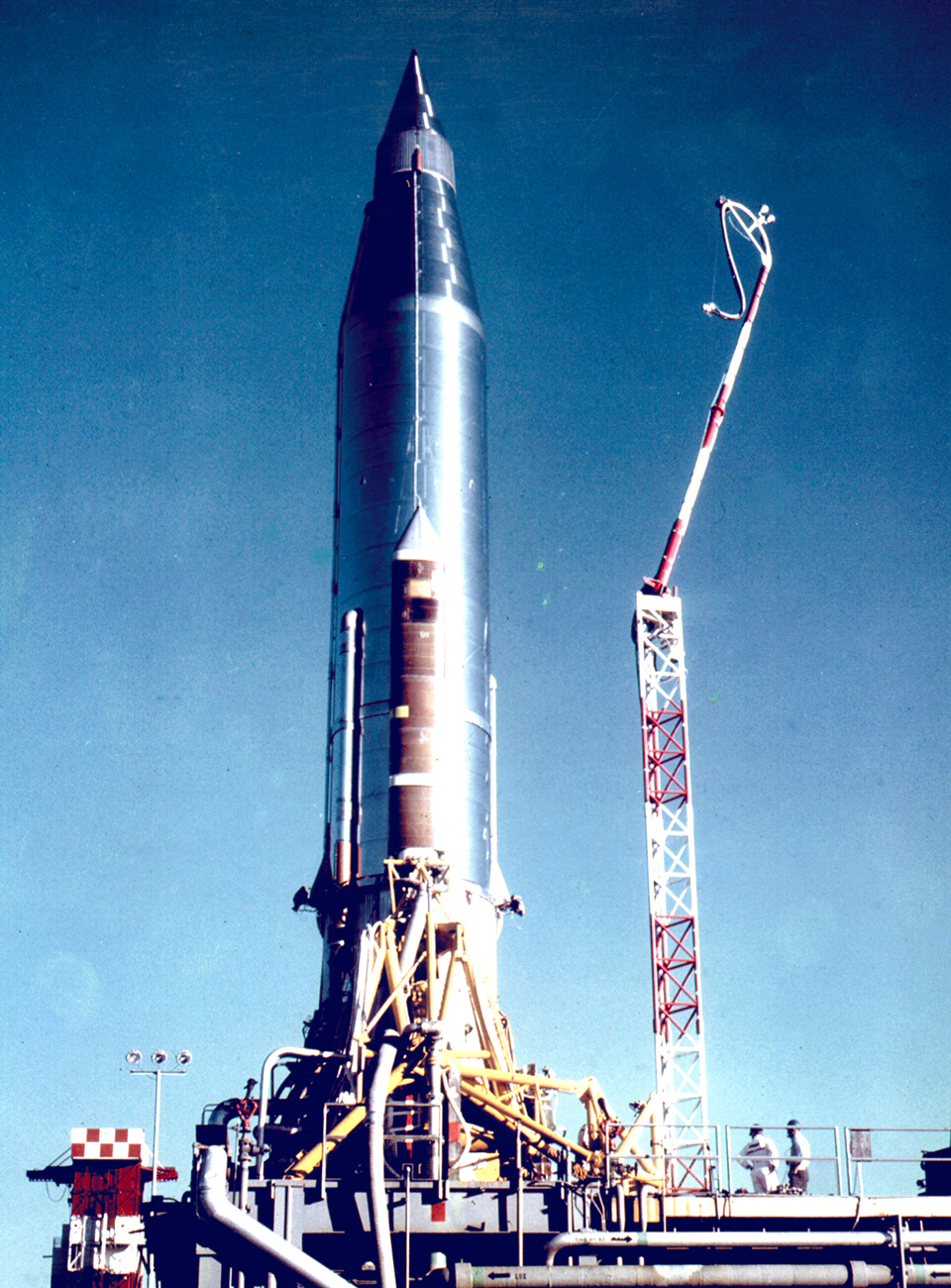
Atlas-B với tải trọng vệ tinh SCORE năm 1958

Các tên lửa Atlas thế hệ đầu cũng được chế tạo đặc biệt dành riêng cho mục đích dân sự. Ngày 18/12/1958, một tên lửa Atlas đã được sử dụng để phóng vệ tinh liên lạc dạng khinh khí cầu Signal Communication by Orbiting Relay Equipment (SCORE). Vệ tinh được đưa vào trong quỹ đạo Trái đất tầm thấp trên tên lửa Atlas số sê ri 10B. Atlas 10B/SCORE, với khối lượng 8.750 lb (3.970 kg) đã trở thành vệ tinh nhân tạo nặng nhất được đưa vào quỹ đạo, và là vệ tinh nhân tạo đầu tiên đưa vào không gian mà có khả năng nhìn được bằng mắt thường. Đây cũng là lần đầu tiên Atlas được sử dụng để phóng vệ tinh vào quỹ đạo.

### Atlas-D

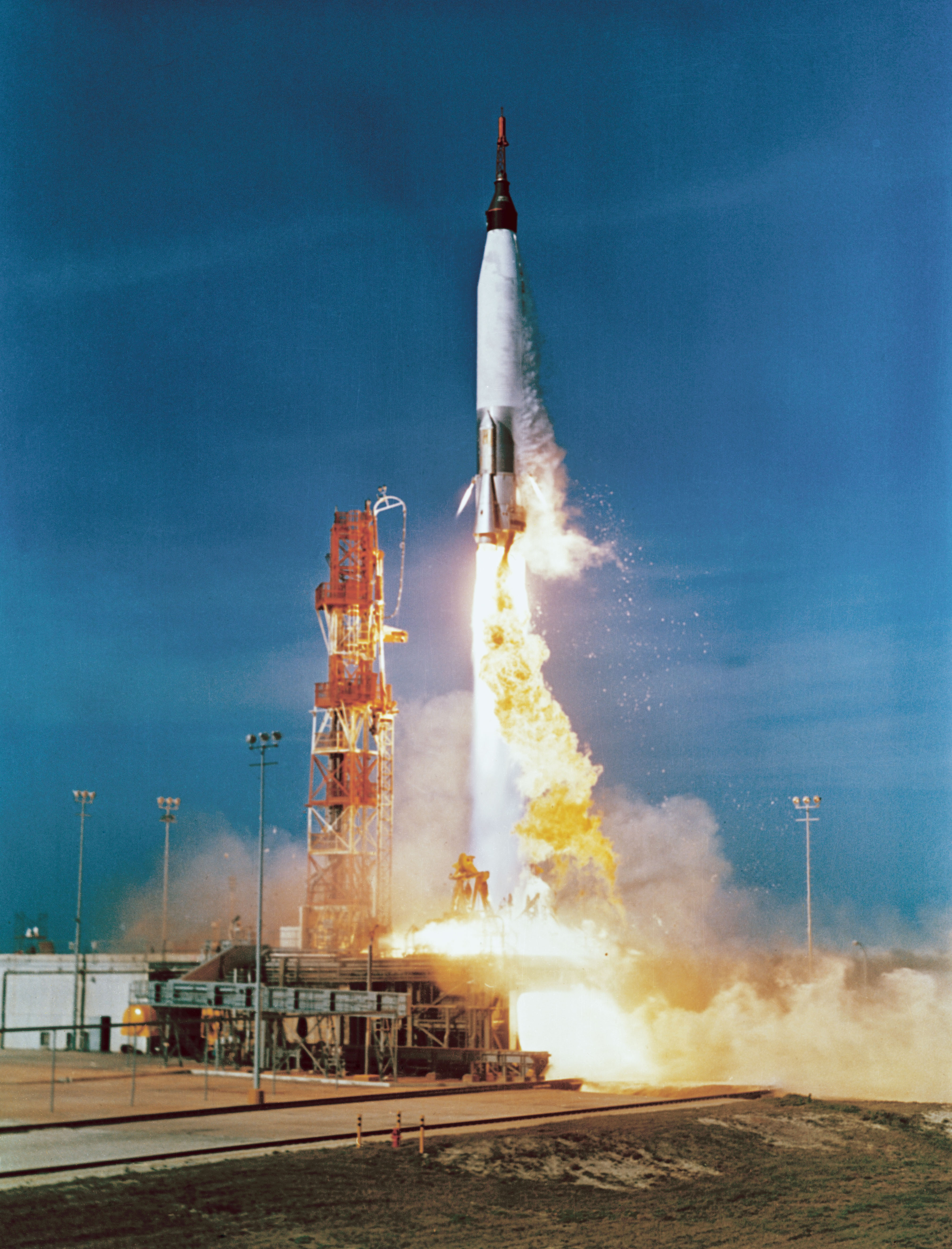
Phóng tên lửa Mercury-Atlas 2 từ bệ phóng LC-14 tháng 2 năm 1961

#### Chương trình Mercury
Tên lửa đẩy Atlas được sử dụng để thực hiện 4 sứ mệnh có người lái cuối cùng trong chương trình Mercury, chương trình đưa người lên vũ trụ đầu tiên của Mỹ. Ngày 20/2/1962, tên lửa phóng lên vũ trụ tàu Friendship 7 cùng với phi hành gia John Glenn. Tàu vũ trụ đã thực hiện 3 vòng quỹ đạo quanh Trái đất. Cũng chính cấu hình tên lửa Atlas này đã thành công trong việc đưa ba nhà du hành vũ trụ tiếp theo trong sứ mệnh Mecury lên quỹ đạo từ năm 1962 đến năm 1963.

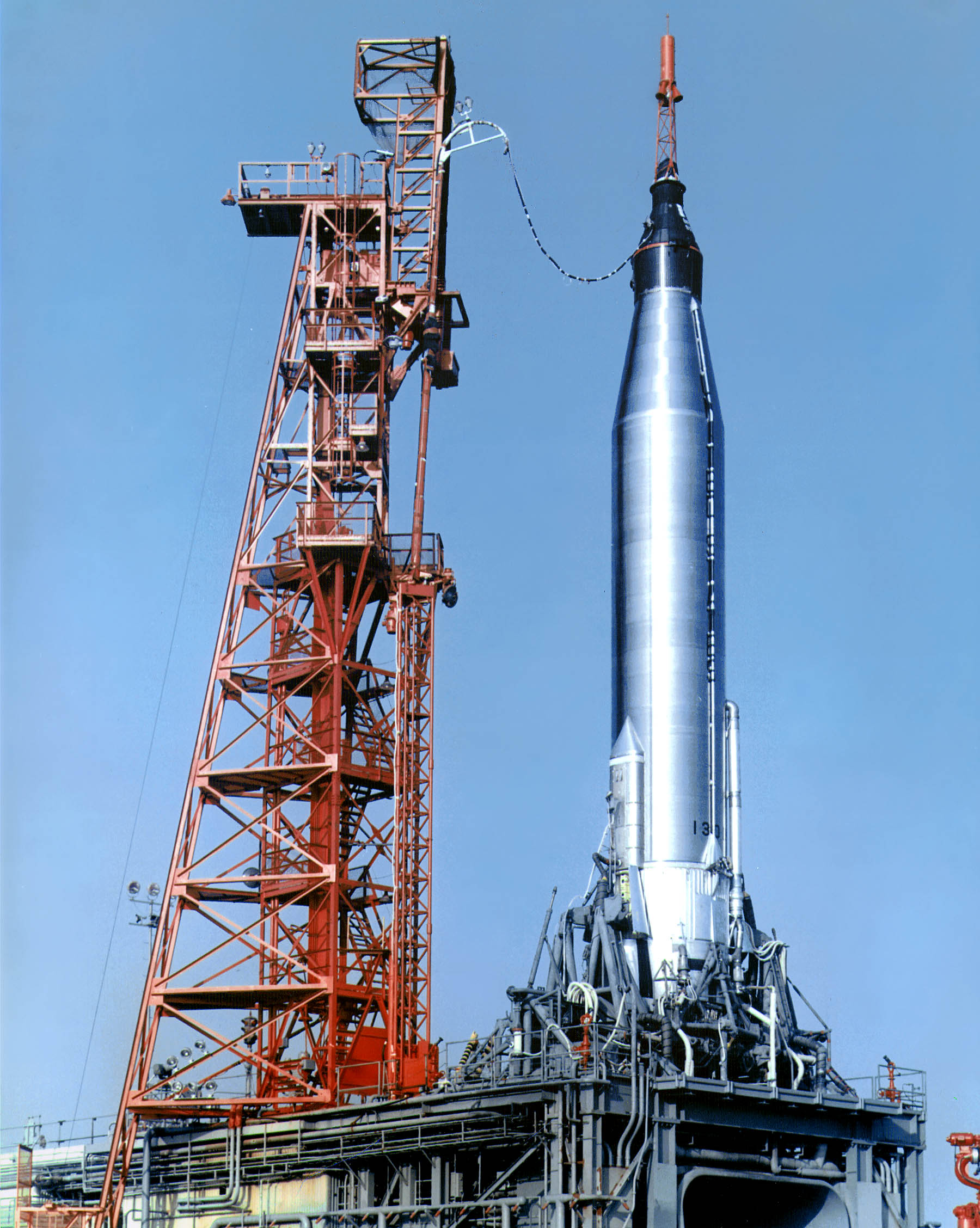
Mercury-Atlas 9

Atlas LV-3B cũng được sử dụng vào giữa thập kỷ 60 phục vụ chương trình Gemini.

#### Atlas-Agena

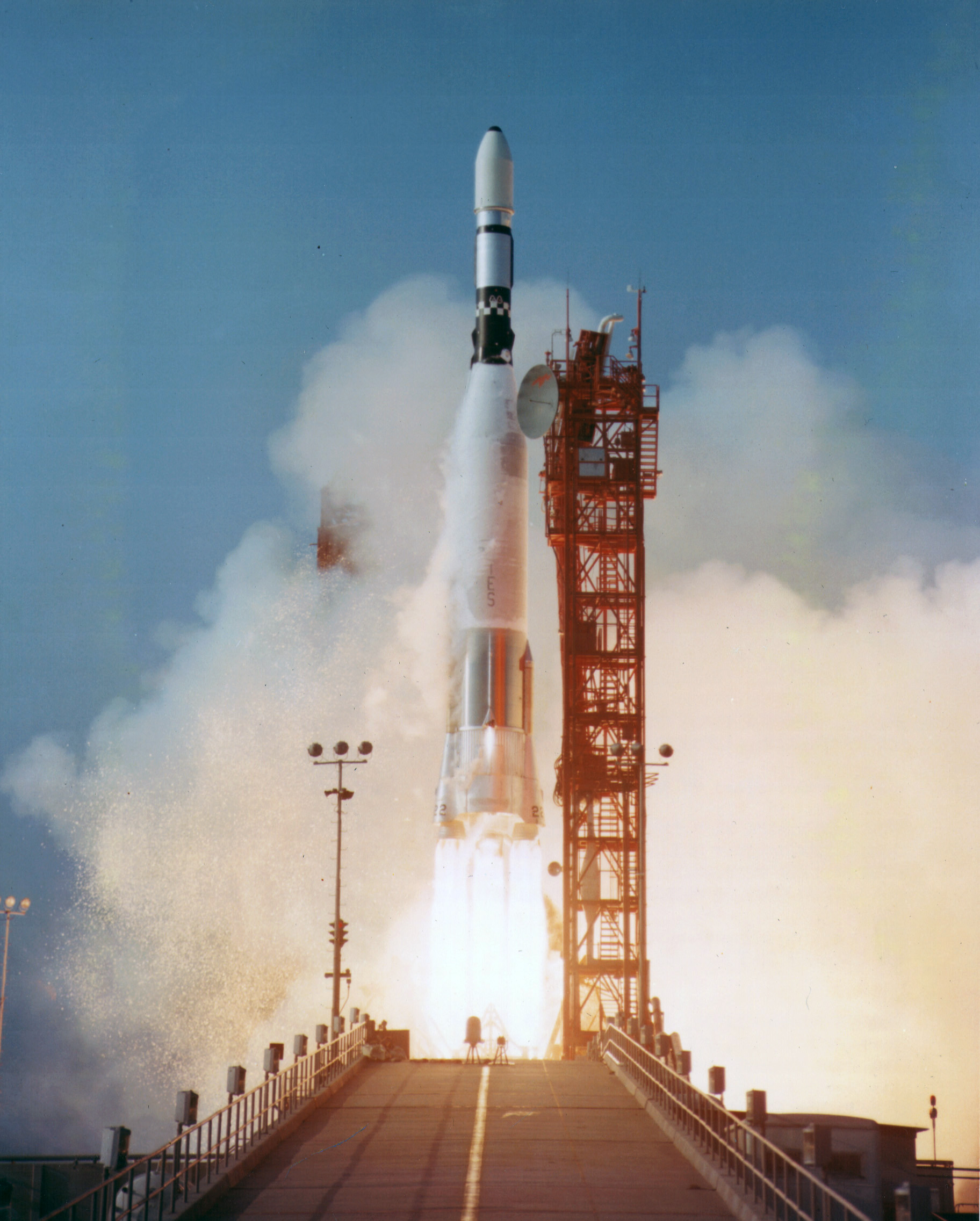
Atlas-Agena

Từ năm 1960, tên lửa đẩy Atlas đã sử dụng tầng đẩy mang theo tải trọng Agena, sử dụng hypergolic propellant. Không quân Mỹ, NRO và CIA sử dụng tên lửa đẩy Atlas-Agena để phóng vệ tinh SIGINT. Trong khi NASA sử dụng trong chương trình Ranger với nhiệm vụ chụp những bức ảnh đầu tiên về bề mặt Mặt trăng ở cự ly gần, và cho sứ mệnh Mariner 2, sứ mệnh đưa tàu vũ trụ đầu tiên bay lên hành tinh khác.

#### Atlas-Centaur
Cấu hình tên lửa Atlas-Centaur được phát triển từ tên lửa SM-65 Atlas, trong đó, động cơ được nâng cấp, và cấu trúc thân tên lửa được gia cố để mang theo tầng tên lửa chứa tải trọng lớn hơn, cùng với việc kéo dài bình chứa nhiên liệu tên lửa.

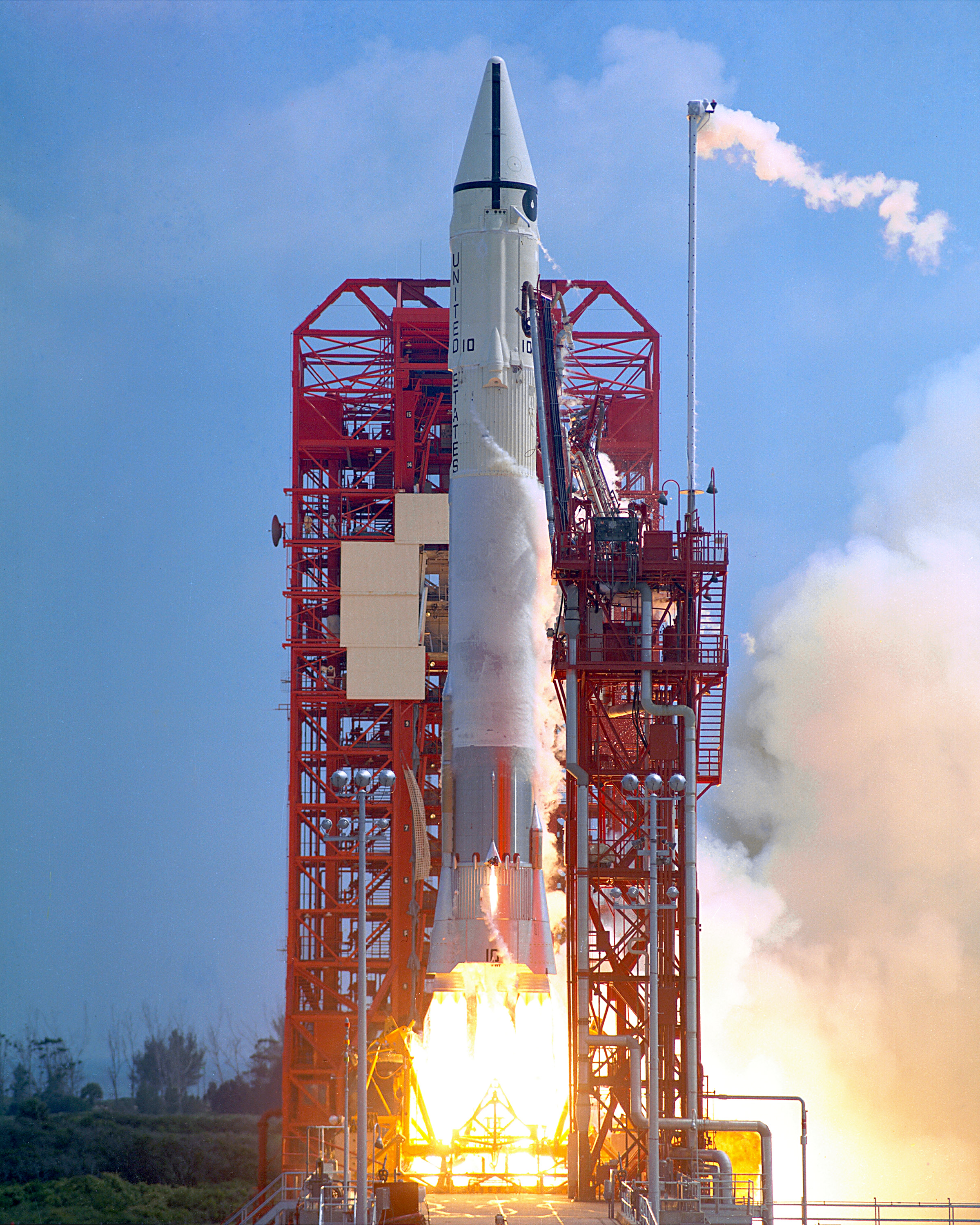
Atlas-Centaur

Lần phóng lần đầu diễn ra vào tháng 5 năm 1962 thất bại, tên lửa nổ tung sau khi phóng.
Từ năm 1963, tầng đẩy mang tải trọng Centaur sử dụng động cơ nhiên liệu Hydro lỏng, cũng được sử dụng trên nhiều đợt phóng tên lửa Atlas. NASA đã thực hiện chương trình Surveyor và phần lớn các vụ phóng tên lửa trong chương trình Mariner dựa trên tên lửa Atlas-Centaur.

### Atlas E/F
Sau khi SM-65 Atlas được rút khỏi biên chế của Lực lượng tên lửa chiến lược của Mỹ, tên lửa Atlas-E, cùng với Atlas-F, được tân trang lại với mục đích trở thành tên lửa phóng tàu vũ trụ.
Tên lửa cấu hình Atlas-F đã được phóng lần cuối vào ngày 24 tháng 3 năm 1995. Trong khi tên lửa Atlas-E phóng lên quỹ đạo lần cuối cùng diễn ra vào ngày 23/6/1981.
Cấu hình tên lửa đẩy Atlas E/F được sử dụng để phóng chuỗi vệ tinh Block I của hệ thống định vị GPS từ năm 1978 đến năm 1985.

### Atlas III
Tên lửa đẩy Atlas III không sử dụng cấu hình 3 động cơ và 1,5 tầng đẩy như nguyên thủy, thay vào đó nó sử dụng 1 động cơ RD-180 duy nhất do NPO Energomash phát triển, trong khi vẫn giữ nguyên cấu trúc của thân vỏ của tên lửa. Tên lửa Atlas III tiếp tục sử dụng tầng đẩy mang tải trọng Centaur, trang bị 1 hoặc 2 động cơ RL10.

### Atlas V
Tên lửa đẩy Atlas V, hiện vẫn còn đang hoạt động, được phát triển bởi Lockheed Martin thep chương trình Cải tiến phương tiện phóng tàu vũ trụ dùng một lần (tiếng Anh: Evolved Expendable Launch Vehicle (EELV)). Tên lửa được phóng lần đầu vào 21/8/2002. Năm 2006, quyền sử dụng tên lửa đẩy Atlas V được tiếp quản bởi United Launch Alliance (ULA), một liên doanh giữa Lockheed Martin và Boeing. Lockheed Martin vẫn tiếp tục quảng bá tên lửa Atlas V trên thị trường phóng tàu vũ trụ thương mại. Atlas V được chế tạo tại nhà máy của ULA đặt tại Decatur, Alabama, và duy trì sử dụng hai bệ phóng số 41 tại Trung tâm phóng tàu vũ trụ mũi Canaveral và bệ phóng 3-E tại Căn cứ không quân Vandenberg.
Tầng đẩy 1 của Atlas V vẫn sử dụng động cơ Energomash RD-180 đã từng được sử dụng trên Atlas III, nhưng sử dụng khung thân cứng thay cho khung thân mỏng manh như ở tên lửa Atlas thế hệ cũ. Thân tên lửa do đó sẽ nặng hơn, nhưng sẽ đơn giản hơn trong việc sử dụng và vận chuyển, mà không còn phải luôn duy trì áp suất trong tên lửa. Ngoài ra tên lửa sử dụng tới 5 động cơ đẩy phụ nhiên liệu rắn của Aerojet Rocketdyne để tăng lực đẩy. Tầng đẩy mang tải trọng của tên lửa vẫn là tầng đẩy Centaur với 1 hoặc 2 động cơ Aerojet Rocketdyne RL10.

### RD-180 phaseout
Năm 2014, Quốc hội Mỹ đã thông qua bộ luật theo đó hạn chế việc mua và sử dụng động cơ RD-180 của Nga. Hợp đồng cung cấp động cơ tên lửa mới đã được đưa ra vào tháng 6 năm 2014 dành cho các nhà sản xuất động cơ tên lửa của Mỹ.
Vào tháng 9 năm 2014, ULA tuyên bố công ty đang tham gia liên doanh với công ty Blue Origin để phát triển động cơ BE-4 sử dụng nhiên liệu LOX/methan lỏng để sử dụng trên tên lửa đẩy Vulcan. Động cơ này đã được Blue Origin phát triển trong vòng 8 năm, và ULA dự kiến tầng đẩy mới với động cơ mới sẽ không thể hoạt động sớm hơn 2021.
Tháng 12 năm 2014, bộ luật của Quốc hội Mỹ đưa ra để ngăn việc ký hợp đồng phóng tên lửa đẩy phục vụ mục đích quân sự sử dụng động cơ của Nga. Tuy nhiên ULA vẫn được phép tiếp tục sử dụng 29 động cơ RD-180 mà công ty đã đặt mua từ trước đó.